# Dung Trai tùng thoại
Dung Trai tùng thoại (tiếng Trung: 慵齋叢話, tiếng Hàn Quốc: 용재총화) là nhan đề hậu sinh đặt cho hợp tuyển những bài kí tác giả Thành Hiện soạn giai đoạn 1499 - 1504.

## Lịch sử
Năm 1498, Thành Hiện là một trong số ít quan viên thoát nạn trong sự kiện Mậu Ngọ sĩ họa (戊午士禍, 무오사화), nhưng từ đó đến khi qua đời không còn được trọng dụng nữa. Thất thế, trong khoảng các năm 1499 - 1504, Thành Hiện tận dụng thời gian rỗi soạn một tuyển tập mà ngày nay gọi Dung Trai tùng thoại (慵齋叢話, 용재총화), gồm ước chừng 324 bài kí Hán văn, nhưng phải đến năm 1525 người con trưởng Thành Thế Xương mới san định Dung Trai tùng thoại thành 3 tập, khắc in bí mật tại Khánh Châu phủ - địa điểm cách khá xa kinh kì - để tránh tai mắt triều đình. Nhờ vậy, tác phẩm được lưu truyền rộng rãi trong dân gian, bất chấp bao phen lửa loạn, được giới nhân sĩ ngâm tụng từ lâu, hầu như được học giới hiện đại coi là pho tư liệu trọng yếu và cũng hấp dẫn nhất về bối cảnh Triều Tiên sơ kì.
Năm 1909, Triều Tiên cổ thư san hành hội (朝鮮古書刊行會, 조선고서간행회) sưu tầm lại các thủ bản Dung Trai tùng thoại để đưa vào bộ Đại Đông dã thừa (大東野乘, 대동야승), ấn phẩm mà ngày nay tại Nam Cao Ly gọi là Hàn Quốc dân tục văn học tự điển (韓國民俗文學詞典), thể loại cố sự và tự luận, do tác giả Lý Khang Ốc (李康沃, 토론자) trình bày.
Ngày nay, tại Khuê Chương các Đại học Seoul lưu trữ bộ ba tập Dung Trai tùng thoại, còn Đại học Diên Thế lưu giữ bản gồm năm tập.

## Nội dung
Ở thời điểm trước khi ấn loát, Dung Trai tùng thoại là 10 cuốn sổ trình bày không theo thứ tự nào, gồm những điều vụn vặt mà tác giả xưng Tôi nhớ được đến đâu thì chép ra đến đấy. Bản thân tác giả là quan viên nhiều năm, trải không ít thăng trầm trên hoạn lộ, cộng với việc có hai người anh cũng là quan lớn, trâm anh thế phiệt, nên kinh nghiệm tích trữ được đã giúp ông tạo ra một tác phẩm quý giá.
Đối với giới nghiên cứu, Dung Trai tùng thoại là nguồn tư liệu phong phú và xác đáng nhất về phong tục tập quán trải từ thời Cao Ly đến Triều Tiên sơ kì. Gồm: Phong hóa, lịch sử, địa lí, học thuật, tông giáo, văn học, âm nhạc và thư pháp. Bên cạnh đó, Dung Trai tùng thoại cũng phác lại chân dung khá nhiều nhân vật đặc biệt của một giai đoạn lịch sử Triều Tiên ở mọi giai cấp từ thấp lên cao. Tác phẩm cũng ghi lại một số văn thi phẩm và truyện tiếu lâm phổ biến đương thời mà nay khó tìm lại dấu vết.
| “                                                                                        | Họa sử Hồng Thiên Khởi là một tuyệt thế giai nhân, vì phạm lỗi nên nàng bị đem đi xét xử ở Hiến phủ. Đạt Thành Từ Cư Chính hồi còn trẻ cũng bị bắt giam do bắn cung và uống rượu cùng mấy thiếu niên khác. Từ Đạt Thành ngồi bên cạnh Hồng nữ và luôn đưa mắt nhìn nàng không lúc nào quay đi. Bấy giờ, Nam tướng công là Đại Hiến. Ông ta bực mình hỏi: "Nho sinh mắc tội gì ? Nói mau !". Từ Đạt Thành bước tới nói với các bằng hữu: "Sao việc xét xử lại nhanh vậy ? Việc xét xử trước tiên là phải tra hỏi người phạm tội, nhận đơn kiện, phán xử đúng sai, rồi mới từ từ luận tội. Sao lại gấp gáp vậy ?". Sở dĩ anh ta nói như vậy là vì sợ không được ngồi lâu bên cạnh Hồng nữ. Bạn bè của anh ta nghe vậy, ai cũng phải bật cười. 畫史洪天起女子。顏色一時無雙。適以事詣憲府推鞠。徐達城少時隨羣少射的聚飮。亦被拿去。達城坐洪女傍。屬目不暫轉。時南相公智爲大憲。乃曰。儒生何有罪。其速放之。達城出謂儕輩曰。是何公事之遽乎。公事當訊犯人之言。又受考辭。分辨曲直。當徐徐爲之。何勿遽如是。蓋恨不久在洪女之側也。儕輩聞之齒冷。 | ” |
| — Trích Tản mạn xứ kim chi, Đào Thị Mỹ Khanh dịch, Nhà xuất bản Hội Nhà Văn ấn hành 2014 | |   |

| “                                                                                        | Gà lôi miền Bắc là ngon nhất. Hiện nay, gà lôi ở ven sông tỉnh Bình An được dùng để tiến vua. Nó to bằng con vịt nhà, mỡ nó khi đông lại có màu hổ phách. Đến mùa đông, người ta bắt gà lôi ở ven sông tỉnh Bình An để dâng lên nhà vua. Giống gà lôi đó được gọi là cao trĩ. Thịt cao trĩ rất ngon, nhưng càng xa dần xuống miền Nam thì gà lôi càng gầy ốm hơn gà lôi miền Bắc. Tới vùng Hồ Nam, Lĩnh Nam thì gà lôi chỉ còn da bọc xương nên không thể ăn được. Người ta cho rằng, gà lôi thích hợp với cỏ và cây xanh miền Bắc nên chúng mập mạp hơn. 雉之美者。北方爲最。今平安道江邊之雉。其大如鶩。凝膏如琥珀。當冬捕而供進。謂之膏雉。其味甚美。自北而南。雉漸瘠。至湖嶺南陲則肉臊不可食。人言北方多草樹。得飮啄得所。故肥也。 | ” |
| — Trích Tản mạn xứ kim chi, Đào Thị Mỹ Khanh dịch, Nhà xuất bản Hội Nhà Văn ấn hành 2014 | |   |

| “                                                                                        | Ngày xưa, có một cô gái được nhiều người mai mối. Cô ta thông thạo văn chương, giỏi bắn cung và đua ngựa. Cô ta còn có hàng chục mảnh ruộng tươi tốt ở bờ ao. Dương khí của cô ta khỏe đến nỗi có thể buộc một túi đá vào đó, rồi huơ một cái là túi đá bay lên tận đầu. Cô ta có làm một bài thơ như sau: Văn chương phát khoát đa lao khổ, Xạ ngự tài năng chiến tử vong. Trì hạ hữu điền phùng thủy tốn, Thạch nang du thủ ngã tâm đương. 昔有處女居室者。人之媒者衆。或云能文章。或云能射御。或云有池下良田數十頃。或云陽道壯盛。能掛石囊而揮之踰首。女作詩以示其意曰。文章濶發多勞苦。射御材能戰死亡。池下有田逢水損。石囊踰首我心當。 | ” |
| — Trích Tản mạn xứ kim chi, Đào Thị Mỹ Khanh dịch, Nhà xuất bản Hội Nhà Văn ấn hành 2014 | |   |

## Ảnh hưởng
Năm 2010, dựa theo những biên chép của Thành Hiện về Thành Quân quán, lối khoa cử cùng cảnh sống của nho sinh Triều Tiên, kênh KBS đã công bố bộ phim Thành Quân Quán phi văn (成均館緋聞, 성균관 스캔들), gây cơn sốt toàn Á châu.
Năm 2014, Nhà xuất bản Hội Nhà Văn phát hành cuốn Tản mạn xứ kim chi là tuyển lựa chừng 50 bài kí đặc sắc nhất trong Dung Trai tùng thoại của dịch giả Đào Thị Mỹ Khanh.